# Ian Holm
Sir Ian Holm, CBE (født 12. september 1931 i Goodmayes, død 19. juni 2020) var en britisk skuespiller. Han var først teaterskuespiller og spillede i starten af sin karriere mest Shakespeare. Senere fik han flere filmroller.
Hans karriere som teaterskuespiller toppede i 1967, da han modtog en Tony Award for bedste skuespiller for sin rolle i Harold Pinter-stykket The Homecoming.
Hans første gennembrud som filmskuespiller kom i 1979, da han medvikede i Ridley Scotts Alien. Siden var det især roller som Vito Cornelius i Det femte element og som Bilbo Sækker i Ringenes Herre.
Holm medvirker i næste alle film, der er instrueret af det tidligere Monty Python-medlem Terry Gilliam.

## Filmografi

### Film
| År   | Titel                                             | Rolle                       | Noter             | Ref.  |
| ---- | ------------------------------------------------- | --------------------------- | ----------------- | ----- |
| 1968 | The Bofors Gun                                    | Flynn                       |                   | [ 2 ] |
| 1968 | The Fixer                                         | Grubeshov                   |                   | [ 2 ] |
| 1968 | A Midsummer Night's Dream                         | Puck                        |                   | [ 2 ] |
| 1969 | Oh! What a Lovely War                             | Raymond Poincaré            |                   | [ 2 ] |
| 1970 | A Severed Head                                    | Martin Lynch-Gibbon         |                   | [ 2 ] |
| 1971 | Nicholas and Alexandra                            | Vasily Yakovlev             |                   | [ 2 ] |
| 1971 | Mary, Queen of Scots                              | David Rizzio                |                   | [ 2 ] |
| 1972 | Young Winston                                     | George E. Buckle            |                   | [ 2 ] |
| 1973 | The Homecoming                                    | Lenny                       |                   | [ 2 ] |
| 1974 | Juggernaut                                        | Nicholas Porter             |                   | [ 2 ] |
| 1976 | Robin and Marian                                  | King John                   |                   | [ 2 ] |
| 1976 | Shout at the Devil                                | Mohammed                    |                   | [ 2 ] |
| 1977 | March or Die                                      | El Krim                     |                   | [ 2 ] |
| 1979 | Alien                                             | Ash                         |                   | [ 2 ] |
| 1979 | S.O.S. Titanic                                    | J. Bruce Ismay              |                   | [ 2 ] |
| 1981 | Chariots of Fire                                  | Sam Mussabini               |                   | [ 2 ] |
| 1981 | Time Bandits                                      | Napoleon                    |                   | [ 2 ] |
| 1982 | The Return of the Soldier                         | Doctor Anderson             |                   | [ 2 ] |
| 1982 | Inside the Third Reich                            | Joseph Goebbels             |                   | [ 2 ] |
| 1984 | Laughterhouse                                     | Ben Singleton               |                   | [ 2 ] |
| 1984 | Greystoke: The Legend of Tarzan, Lord of the Apes | Capitain Philippe D'Arnot   |                   | [ 2 ] |
| 1984 | Terror in the Aisles                              | Ash                         |                   | [ 3 ] |
| 1985 | The Browning Version                              | Andrew Crocker-Harris       |                   | [ 2 ] |
| 1985 | Dreamchild                                        | Charles L. Dodgson          |                   | [ 2 ] |
| 1985 | Wetherby                                          | Stanley Pilborough          |                   | [ 2 ] |
| 1985 | Brazil                                            | Mr Kurtzmann                |                   | [ 2 ] |
| 1985 | Dance with a Stranger                             | Desmond Cussen              |                   | [ 2 ] |
| 1985 | Mr and Mrs Edgehill                               | Eustace Edgehill            |                   | [ 2 ] |
| 1988 | Another Woman                                     | Ken Post                    |                   | [ 2 ] |
| 1989 | Henry V                                           | Fluellen                    |                   | [ 2 ] |
| 1990 | Hamlet                                            | Polonius                    |                   | [ 4 ] |
| 1991 | Naked Lunch                                       | Tom Frost                   |                   | [ 2 ] |
| 1991 | Kafka                                             | Doctor Murnau               |                   | [ 2 ] |
| 1992 | Blue Ice                                          | Sir Hector                  |                   | [ 2 ] |
| 1993 | The Hour of the Pig                               | Albertus                    |                   | [ 2 ] |
| 1994 | Mary Shelley's Frankenstein                       | Baron Alphonse Frankenstein |                   | [ 2 ] |
| 1994 | The Madness of King George                        | Dr. Francis Willis          |                   | [ 2 ] |
| 1996 | Big Night                                         | Pascal                      |                   | [ 2 ] |
| 1996 | Loch Ness                                         | Water Bailiff               |                   | [ 2 ] |
| 1997 | Night Falls on Manhattan                          | Liam Casey                  |                   | [ 2 ] |
| 1997 | The Sweet Hereafter                               | Mitchell Stephens           |                   | [ 2 ] |
| 1997 | The Fifth Element                                 | Father Vito Cornelius       |                   | [ 2 ] |
| 1997 | A Life Less Ordinary                              | Naville                     |                   | [ 2 ] |
| 1997 | Incognito                                         | John                        | Uncredited cameo  | [ 5 ] |
| 1998 | Alice through the Looking Glass                   | White Knight                |                   | [ 2 ] |
| 1998 | King Lear                                         | Lear                        |                   | [ 2 ] |
| 1999 | Shergar                                           | Joseph Maguire              |                   | [ 2 ] |
| 1999 | eXistenZ                                          | Kiri Vinokur                |                   | [ 2 ] |
| 1999 | Simon Magus                                       | Sirius/Boris/The Devil      |                   | [ 2 ] |
| 1999 | Wisconsin Death Trip                              | Frank Cooper (voice)        |                   | [ 2 ] |
| 1999 | The Match                                         | Big Tam                     |                   | [ 2 ] |
| 2000 | Joe Gould's Secret                                | Joe Gould                   |                   | [ 2 ] |
| 2000 | The Miracle Maker                                 | Pontius Pilate (voice)      |                   | [ 2 ] |
| 2000 | The Last of the Blonde Bombshells                 | Patrick                     |                   | [ 2 ] |
| 2000 | Esther Kahn                                       | Nathan Quellen              |                   | [ 2 ] |
| 2000 | Beautiful Joe                                     | George The Geek             |                   | [ 2 ] |
| 2000 | Bless the Child                                   | Reverend Grissom            |                   | [ 2 ] |
| 2001 | From Hell                                         | Sir William Gull            |                   | [ 2 ] |
| 2001 | The Emperor's New Clothes                         | Napoleon / Eugene Lenormand |                   | [ 6 ] |
| 2001 | The Lord of the Rings: The Fellowship of the Ring | Bilbo Baggins               |                   | [ 2 ] |
| 2003 | The Lord of the Rings: The Return of the King     | Bilbo Baggins               |                   | [ 2 ] |
| 2004 | The Day After Tomorrow                            | Professor Terry Rapson      |                   | [ 2 ] |
| 2004 | Garden State                                      | Gideon Largeman             |                   | [ 2 ] |
| 2004 | The Aviator                                       | Professor Fitz              |                   | [ 2 ] |
| 2005 | Strangers with Candy                              | Dr. Putney                  |                   | [ 7 ] |
| 2005 | Chromophobia                                      | Edward Aylesbury            |                   | [ 2 ] |
| 2005 | Lord of War                                       | Simeon Weisz                |                   | [ 2 ] |
| 2006 | Renaissance                                       | Jonas Muller (voice)        |                   | [ 2 ] |
| 2006 | O Jerusalem                                       | Ben Gurion                  |                   | [ 2 ] |
| 2006 | The Treatment                                     | Dr. Ernesto Morales         |                   | [ 2 ] |
| 2007 | Ratatouille                                       | Chef Skinner (voice)        |                   | [ 2 ] |
| 2012 | The Hobbit: An Unexpected Journey                 | Older Bilbo Baggins         |                   | [ 2 ] |
| 2014 | The Hobbit: The Battle of the Five Armies         | Older Bilbo Baggins         | Final acting role | [ 2 ] |

### Tv
| År        | Titel                             | Rolle              | Noter                                    | Ref.          |
| --------- | --------------------------------- | ------------------ | ---------------------------------------- | ------------- |
| 1972–74   | BBC Play of the Month             | Khrushchov/Oedipus | 2 episodes                               | [ 8 ] [ 9 ]   |
| 1974      | Napoleon and Love                 | Napoleon I         | 9 episodes                               | [ 10 ]        |
| 1974–75   | The Lives of Benjamin Franklin    | Wedderburn         | 3 episodes                               | [ 11 ]        |
| 1975      | Private Affairs                   | David Garrick      | Episode: Mr Garrick and Mrs Woffington   | [ 12 ]        |
| 1977      | The Man in the Iron Mask          | Duval              | Television film                          | [ 2 ]         |
| 1977      | Jesus of Nazareth                 | Zerah              | Parts 1 & 2                              | [ 13 ]        |
| 1977      | Jubilee                           | Bill Ramsey        | Episode: Ramsey                          | [ 2 ]         |
| 1978      | Do You Remember?                  | Walter Street      | Episode: Night School                    | [ 14 ]        |
| 1978      | The Lost Boys                     | J. M. Barrie       | 3 episodes                               | [ 2 ]         |
| 1978      | Holocaust                         | Heinrich Himmler   | 2 episodes                               | [ 2 ]         |
| 1978      | Les Misérables                    | Thénardier         | Television film                          | [ 2 ]         |
| 1978      | The Thief of Baghdad              | The Gatekeeper     | Television film                          | [ 15 ]        |
| 1979      | All Quiet on the Western Front    | Himmelstoss        | Television film                          | [ 2 ]         |
| 1979      | S.O.S. Titanic                    | Bruce Ismay        | Television film                          | [ 16 ]        |
| 1980      | We, the Accused                   | Paul Pressett      | Miniseries; 5 episodes                   | [ 2 ]         |
| 1980      | The Misanthrope                   | Alceste            | Television film                          | [ 2 ]         |
| 1981–2008 | Horizon                           | Narrator           | Television documentary                   | [ 17 ] [ 18 ] |
| 1982      | The Bell                          | Michael Meade      | TV                                       | [ 2 ]         |
| 1982      | Play for Today                    | Alexie             | Television play (episode: Soft Targets)  | [ 2 ]         |
| 1982      | Tales of the Unexpected           | Alan Corwin        | Television play (episode: Death Can Add) | [ 2 ]         |
| 1986      | Murder by the Book                | Hercule Poirot     | Television film                          | [ 2 ]         |
| 1988      | Game, Set and Match               | Bernard Samson     | 13 episodes                              | [ 2 ]         |
| 1989      | The Tailor of Gloucester          | The Tailor         | Television film                          |               |
| 1989      | The Endless Game                  | Control            | 2 episodes                               | [ 2 ]         |
| 1991      | Uncle Vanya                       | Astrov             | BBC TV                                   | [ 2 ]         |
| 1992      | The Borrowers                     | Pod Clock          | 6 episodes                               | [ 2 ]         |
| 1993      | The Return of the Borrowers       | Pod Clock          | 6 episodes                               | [ 2 ]         |
| 1999      | Animal Farm                       | Squealer (voice)   | Television film                          |               |
| 2003      | Monsters We Met                   | Narrator           | Television documentary                   | [ 19 ]        |
| 2004      | The Last Dragon                   | Narrator           | Television film                          | [ 2 ]         |
| 2005      | The Adventures of Errol Flynn     | Narrator           | Television documentary                   | [ 2 ]         |
| 2009      | 1066: The Battle for Middle Earth | Narrator           | 2 episodes                               | [ 2 ]         |

### Teater
| År   | Titel                | Rolle   | Teater                                         |
| ---- | -------------------- | ------- | ---------------------------------------------- |
| 1960 | Troilus and Cressida | Troilus | Royal Shakespeare Theatre, Stratford-upon-Avon |
| 1962 | Measure for Measure  | Claudio | Royal Shakespeare Theatre, Stratford-upon-Avon |
| 1963 | Stormen              | Ariel   | Royal Shakespeare Theatre, Stratford-upon-Avon |
| 1967 | The Homecoming       | Lenny   | Music Box Theatre, Broadway                    |
| 1967 | Romeo og Julie       | Romeo   | Royal Shakespeare Theatre, Stratford-upon-Avon |
| 1997 | King Lear            | Lear    | Cottesloe Theatre, London                      |